# 33-й армійський корпус (Третій Рейх)
XXXIII-й (33-й) армі́йський ко́рпус (нім. XXXIII. Armeekorps) — армійський корпус Вермахту за часів Другої світової війни.

## Історія
XXXIII-й армійський корпус був сформований 23 січня 1943 року на основі 33-го командування особливого призначення в Норвегії.

## Райони бойових дій
- Норвегія (січень 1943 — травень 1945).

## Командування

### Командири
- генерал артилерії Ервін Енгельбрехт (нім. Erwin Engelbrecht) (23 січня — 25 грудня 1943);
- генерал-лейтенант, з 1 січня 1944 генерал від інфантерії Людвіг Вольфф (нім. Ludwig Wolff) (25 грудня 1943 — 10 серпня 1944);
- генерал-лейтенант, з 9 листопада 1944 генерал кавалерії Карл-Ерік Келер (нім. Karl-Erik Köhler) (10 серпня 1944 — 31 березня 1945);
- генерал-майор Фрідріх фон Унгер (нім. Friedrich von Unger) (31 березня — 5 квітня 1945), ТВО;
- генерал-лейтенант Фрідріх-Вільгельм Нойманн (нім. Friedrich-Wilhelm Neumann) (5 квітня — 8 травня 1945).

## Бойовий склад 33-го армійського корпусу
Формування управління, забезпечення та підтримки
- 433-е управління корпусного постачання (Korps-Nachschubtruppen 433);
- 433-й корпусний батальйон зв'язку (Korps-Nachrichten-Abteilung 433);
- XXXIII-й польовий навчальний батальйон (Feldersatz Bataillon XXXIII)

- 181-ша піхотна дивізія (181. Infanterie-Division);
- 702-га піхотна дивізія (702. Infanterie-Division);
- 14-та авіапольова дивізія (14. Luftwaffen-Feld-Division).

- 295-та піхотна дивізія (295. Infanterie-Division);
- 702-га піхотна дивізія;
- 14-та авіапольова дивізія.

- 295-та піхотна дивізія;
- 702-га піхотна дивізія;
- 14-та авіапольова дивізія.

- 295-та піхотна дивізія;
- 702-га піхотна дивізія;
- 14-та авіапольова дивізія.

- 199-та піхотна дивізія (199. Infanterie-Division);
- 295-та піхотна дивізія;
- 702-га піхотна дивізія;
- 14-та авіапольова дивізія.